# Jonah Lomu
Jonah Tali Lomu (Auckland, 12 de mayo de 1975-Auckland, 18 de noviembre de 2015) fue un jugador de rugby neozelandés que jugaba como wing (ala).
Entre 1994 y 2002, participó en 63 partidos con los All Blacks, destacándose especialmente en la Copa Mundial de Rugby de 1995 y la Copa Mundial de Rugby de 1999. Es considerado la primera superestrella mundial del rugby gracias a su capacidad física (100 metros en 10,89 segundos, algo fuera de lo común para un jugador de rugby), produciendo intimidación en sus rivales y un gran impacto en los partidos que disputaba.
Fue incluido en el Salón de la Fama del Rugby el 9 de octubre de 2007. Jugó primero en varios equipos provinciales neozelandeses, luego en el Campeonato Nacional Provincial (NPC) y competiciones de Super 14, como los Auckland Blues, los Waikato Chiefs, los Wellington Lions, los Wellington Hurricanes y por último, después de sus problemas de salud, en los North Harbour. También jugó en los Cardiff Blues. Es oficialmente el jugador con más puntos en ensayos en la historia de la Copa del Mundo de Rugby con 15 ensayos. Durante 1996 y 1998, su carrera estuvo interrumpida debido a problemas de salud, que se agravaron en 2003 y lo tuvieron retirado del rugby hasta 2006. Volvió a jugar por un año en los Marseille Vitrolles, equipo de la tercera división francesa, y se retiró en 2010.

## Biografía
Lomu nació en Pukekohe, Auckland, el 12 de mayo de 1975 de padres tonganos que habían emigrado de Holopeka, un pueblo en Lifuka en las islas Haʻapai. Lomu era hablante de tongano; pasó parte de su primera infancia en Holopeka con su tía Longo y su tío Mosese,  donde hablaba el idioma con fluidez.  Luego regresó a Māngere , un suburbio de Auckland , para educarse, donde pasó el resto de su infancia con sus padres y hermanos.  Allí, estuvo expuesto a la violencia de pandillas cercana y perdió a un tío y un primo en ataques. Esto llevó a su madre a enviarlo a Wesley College en Auckland.  En la escuela secundaria, Lomu destacó en atletismo, en particular, los 100 metros, lanzamiento de peso, jabalina, salto de altura, vallas y relevos. En su último año, corrió los 100 metros en 11,2 segundos.  En 1993, durante su último año en Wesley, comenzó a jugar al rugby más en serio, aunque todavía lo combinaba con el atletismo.
En el colegio entrenaba su sprint por todo el campo arrastrando un rodillo de césped atado con una cuerda a la cintura. Jugó Rugby League hasta los catorce años y en el Colegio Wesley fue entrenado por Chris Grinter. Fue observado por ojeadores provinciales de rugby y fichó por el Counties Manukau del Campeonato Nacional Provincial (NPC). También fue seleccionado para el equipo nacional, representando a Nueva Zelanda sub-17 en 1991-92 y a las Escuelas Secundarias de Nueva Zelanda en 1992-93.
Lomu representó a la selección de Nueva Zelanda en el campeonato nacional para sub-19 el año 1993 y en el sub-21 al siguiente año. En 1994, llamó la atención internacional en el torneo de Hong Kong Sevens que disputó junto a compañeros como Eric Rush y Christian Cullen.
A los 19 años y 45 días, Lomu llegó a ser el más joven All Black en debutar como ala en un partido ante la selección de rugby de Francia, en 1994. El partido fue jugado en Lancaster Park en Christchurch, y los All Blacks perdieron por 22 a 8. El partido de Lomu no fue muy bueno , sin embargo, pudo jugar el siguiente partido que se disputó en Eden Park en Auckland en el cual Francia volvió a ganar, en esta ocasión por 23-20.

### Copa Mundial 1995
Jonah Lomu estuvo a punto de quedarse fuera de la Copa del Mundo de 1995 debido a los estrictos niveles físicos exigidos para estar dentro del equipo de los All Blacks aquel año, pero a pesar de haber jugado únicamente en dos ocasiones, Lomu fue incluido en la selección para disputar la Copa Mundial de Rugby de 1995 que tuvo lugar en Sudáfrica. Participó en el equipo de los Sevens de Nueva Zelanda, alcanzando así un nivel de forma óptimo y se ganó la convocatoria en aquel equipo, que es considerado como uno de los mejores equipos de la historia.
Lomu sorprendió en el torneo anotando siete ensayos en cinco encuentros (récord en aquel momento), incluyendo cuatro en la semifinal que enfrentó a Nueva Zelanda con Inglaterra. En su primer partido de una Copa Mundial en Johannesburgo, anotó dos ensayos para ayudar a su equipo a ganar por 43-19 ante Irlanda. En su siguiente partido, ante Gales, Lomu fue sustituido durante el encuentro y no anotó ningún ensayo en la victoria de su selección, por 34-9. El siguiente partido de la liguilla enfrentó a los All Blacks contra Japón pero Lomu descansó. En los cuartos de final, Lomu anotó un ensayo en la victoria por 48-30 ante Escocia en el Estadio Loftus Versfeld.
La semifinal enfrentó a Inglaterra y Nueva Zelanda y en ese partido consiguió cuatro ensayos para vencer a los ingleses por 45-29, incluyendo uno en el cual atravesó la defensa del inglés Mike Catt pasando por encima de su cuerpo. El comentarista de Nueva Zelanda Keith Quinn gritó que Lomu había trastornado a la defensa de Inglaterra.
Después de ganar a Inglaterra, Nueva Zelanda jugó un partido épico ante Sudáfrica (los Springboks). A pesar de los esfuerzos de los neozelandeses, los Springboks anotaron en el tiempo suplementario un drop para ganar el torneo. Aunque Nueva Zelanda no consiguió reeditar su título de 1987, Lomu fue la revelación del torneo.

### 1996 a 1998
Después de su gran actuación en el mundial fichó por un equipo importante, el Auckland Blues, con el que llegó a anotar 65 puntos (13 ensayos) en las tres temporadas que jugó. En el primer partido de los All Blacks después de la derrota ante Sudáfrica en la final del mundial, Lomu se enfrentó a Australia, en Eden Park y con el número 5 a sus espaldas. Lomu marcó el único ensayo del partido y ganó finalmente por 28 a 16. En el partido de vuelta, en el Estadio de Sídney, y con la Copa Bledisloe en juego, Lomu marcó un ensayo y contribuyó a la victoria de los All Black por 34 a 23.
Después marcó dos tries, en un partido ante la Selección de rugby de Italia en un partido en Bolonia. También jugó ante los French Barbarians en noviembre en Toulon y ante dos selecciones francesas. Jugó el primer test ante la selección de rugby de Francia en Toulouse y después ante una selección francesa donde marcó dos ensayos. También marcó un ensayo en el segundo y último test de preparación ante Francia, jugado en París.
Antes del comienzo del Torneo de las Tres Naciones, Lomu jugó ante las selecciones de Samoa, Escocia (donde anotó un ensayo) y Australia (donde anotó tres ensayos en la victoria por 43 a 6).
En 1996 se celebró por primera vez el Torneo de las Tres Naciones de rugby, y Nueva Zelanda y Lomu se convirtieron en los primeros ganadores del evento. En el primer encuentro, Nueva Zelanda ganó Australia por 43 a 6 y Lomu marcó un ensayo. En el siguiente partido, ganó a Sudáfrica por 15 a 11 y en los últimos partidos también ganó por 25 a 32 ante Australia y por 18 a 29 ante Sudáfrica. Además de esos partidos, también disputó tres ante equipos de la Copa Currie en Sudáfrica.
A finales de 1996, se le diagnosticó un extraño problema de riñón, el cual lo alejó durante un tiempo del rugby. No disputó el Tres Naciones de 1997, pero fue incluido en una gira de Nueva Zelanda por el hemisferio norte. Marcó ensayos ante la Selección 'A' de Gales y un equipo de Inglaterra, pero en los partidos importantes ante la selección de rugby de Inglaterra, en dos ocasiones, y ante Gales en Wembley, no pudo marcar.
En 1998, ganó la medalla de oro en el evento de rugby a siete de los Juegos de la Mancomunidad de 1998 que se celebraron en Kuala Lumpur. Después, la selección de Inglaterra viajó hasta Nueva Zelanda para disputar dos partidos de preparación. Lomu jugó en ambos y marcó en el primero, en la victoria por 64 a 22, en Dunedin. En el Torneo de las Tres Naciones de 1998, Lomu fue parte de una de las peores temporadas de los All Blacks, ya que perdieron los cuatro partidos y terminaron últimos en el torneo. Lomu sólo consiguió marcar un ensayo en el encuentro que perdieron por 23 a 27 ante Australia.

### Copa Mundial 1999
Al comienzo de la temporada, Lomu fichó por los Chiefs, junto a los cuales disputó ocho encuentros, en los que anotó 10 puntos.
Con la selección, la temporada 1999 comenzó con un calentamiento ante Nueva Zelanda A. Después jugó ante Samoa, en cuyo partido anotó uno de los nueve tries de los All Blacks. Lomu entró tarde en el primer partido del Torneo de las Tres Naciones en el que ganó por 28-0 a Sudáfrica. También fue suplente en el partido siguiente ante Australia que ganó por 34 a 15. El siguiente encuentro volvió a enfrentar a Sudáfrica y a Nueva Zelanda, en esta ocasión en Pretoria y Lomu salió otra vez de suplente en la victoria por 34-18. En el último partido del torneo jugó durante media hora, aunque el partido se caracterizó por los errores neozelandeses ante 107 042 espectadores sudafricanos que vieron cómo su selección ganaba por 28 a 7 al equipo de Lomu.
En la Copa Mundial de 1999, Lomu anotó ocho tries. En el primer partido de Nueva Zelanda vestía con el dorsal 11 contra la selección de Tonga, a quienes anotó dos tries y en el siguiente partido otro ante la selección de Inglaterra. Anotó también su segundo doble en el partido ante la selección de Italia y se aseguró el primer puesto del grupo, que le daba acceso a los cuartos de final. Aquí derrotaron a la selección de Escocia y Lomu anotó nuevamente un try de los cuatro de su equipo. En las semifinales ante la selección de Francia, Lomu volvió a anotar en dos ocasiones, pero no fue suficiente ya que perdió el encuentro por 43 a 31 y se despidió del torneo.
Después de la Copa Mundial, se especuló que Lomu se iría a jugar al fútbol americano en la National Football League, o seguiría jugando al rugby, pero en la Liga inglesa de rugby 15. Nada de eso se materializó y Lomu se quedó en Nueva Zelanda.

### 2000 a 2002

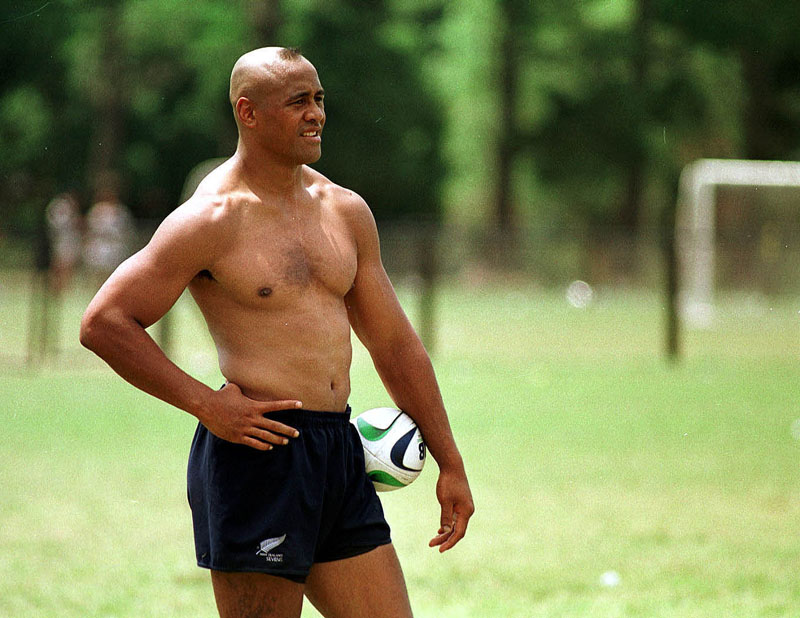
Lomu en un entrenamiento durante la Copa del Mundo de Rugby 7 de 2001 disputada en Argentina

Después de disputar únicamente ocho partidos con los Chiefs, fichó por los Hurricanes, en los cuales jugó tres temporadas (2000 a 2003), junto con su compañero de selección Tana Umaga. En total disputó 29 partidos y anotó 25 puntos y un único ensayo.
Después del mundial jugó ante la selección de Escocia, a la que marcó, junto a Tana Umaga, cinco ensayos. En el primer partido del Torneo de las Tres Naciones del año 2000 se enfrentaron a la selección de Australia y ambas consiguieron anotar cinco ensayos, uno de ellos de Lomu. Cuando aún faltaban unos minutos, Australia se situó con 35 a 34 pero Nueva Zelanda reaccionó y ganó el partido por 34 a 39. El partido batió el máximo aforo hasta ese momento con 109.874 espectadores, además de batir el máximo de anotación conseguido en un partido entre ambas selecciones. Después de ese partido ganó a Sudáfrica, pero en el siguiente partido ante Australia no pudo conseguir la victoria por un solo punto, 24 a 23. En el siguiente partido tampoco pudo ganar ante Sudáfrica, por lo que finalmente quedó en segundo lugar. En noviembre también disputaron un encuentro ante la selección de Francia que ganó por 39 a 26.
En 2001, Lomu condujo a su selección a adjudicarse el título de la Copa del Mundo de Rugby 7. Antes de una nueva edición del Torneo de las Tres Naciones, Lomu disputó dos partidos, ante Argentina y Francia, ante la cual anotó un ensayo. En el Tres Naciones intentó en varias ocasiones anotar en el partido inaugural ante Sudáfrica, pero no lo consiguió en el triunfo final por 3 a 12. Lomu jugó su partido 50 con los All Blacks y anotó un ensayo en el partido disputado ante Australia, en Dunedin por 15 a 23. Después de esta derrota, ganó ante Sudáfrica por 26 a 15 y perdió ante Australia en Sídney por 29 a 26. Nueva Zelanda volvió a ser segunda en el Tres Naciones de 2001.
Antes de terminar el año jugó ante la selección de Irlanda en Lansdowne Road, Dublín, en cuyo partido Lomu fue una pieza en la victoria por 40 a 29. La gira europea terminó en Murrayfield, en Edimburgo, donde derrotaron a Escocia por 37 a 6 y Lomu consiguió un ensayo. Y para finalizar su gira anual, disputó un encuentro ante Argentina en el Río de la Plata que ganaron por 24 a 20 con un ensayo de Lomu.
En el primer partido de 2002, fue suplente ante la selección de Italia y marcó un ensayo. También en el primer partido ante la selección de Irlanda fue suplente pero en el segundo partido fue titular, aunque más retrasado en su posición, en la victoria por 40 a 8. También anotó ante Fiyi en el partido siguiente. En el primer partido del Torneo de las Tres Naciones de 2002 ante Sudáfrica fue suplente y ganaron por 12 a 6, aunque en el resto del torneo no jugó y Nueva Zelanda se adjudicó el campeonato.
En noviembre disputó un encuentro ante la selección de Inglaterra y anotó dos ensayos, aunque no fue suficiente para ganar, ya que Inglaterra terminó ganando por 31 a 28. El siguiente partido que disputó fue ante la selección de Francia y terminó el encuentro en empate, el primero en 96 años entre las dos selecciones. El último partido de la gira se produjo ante la selección de Gales que ganó por 43 a 17.

### Retorno

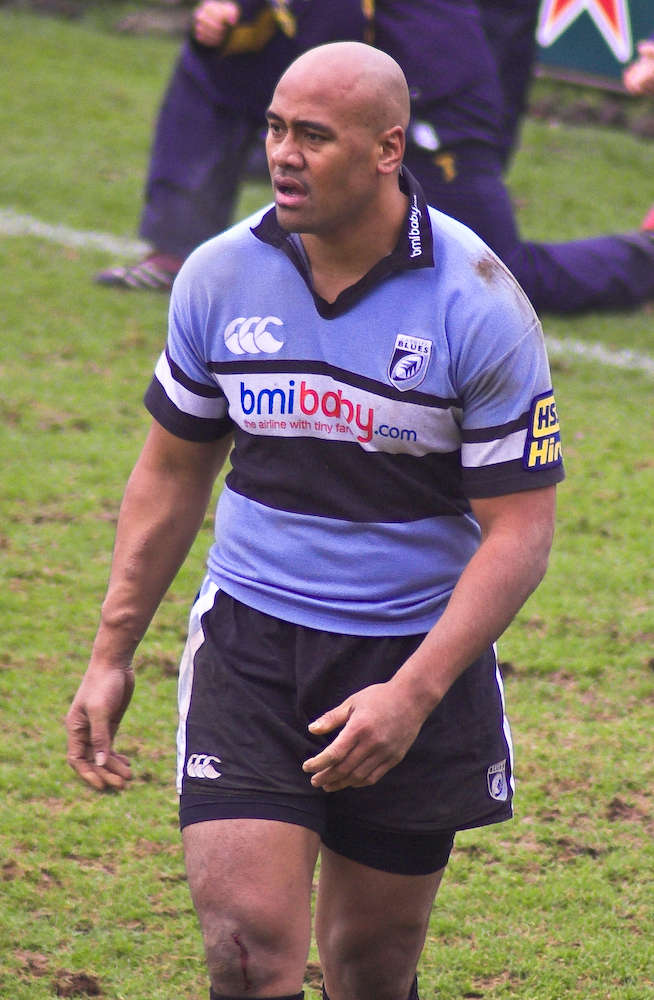
Jonah Lomu, con la camiseta de los Blues.

Permaneció en los All Blacks hasta 2002, año en que se le diagnosticó el síndrome nefrótico que le apartó del rugby de forma aparentemente definitiva. Sin embargo, el deseo de Jonah Lomu de jugar se vio recompensado en 2006 cuando, recuperado de su enfermedad, fichó por los Cardiff Blues en un intento de recuperar su mejor forma y optar a un contrato en la Super 14 de 2007, requisito indispensable para volver a representar a Nueva Zelanda. Sin embargo, los años pasaron factura y Jonah Lomu no consiguió su contrato en la Super 14.
En enero de 2005, anunció sus intenciones de liderar un equipo ante la invitación de Martin Johnson para el partido de homenaje del 4 de junio en el Twickenham Stadium. En dicho partido anotó un try pero se lesionó en un hombro y no pudo volver para el segundo tiempo aunque tuvo un retorno alentador. Esta lesión fue más seria de lo que se pensó y tuvo que operarse, lo que le impidió disputar la NPC en 2005. Antes de volver al rugby profesional tuvo que hablar con la Agencia Mundial Antidopaje sobre las medicinas que podía tomar debido a su enfermedad. El 8 de abril de 2005, firmó un contrato de dos años para jugar en la primera división de Nueva Zelanda, en el North Harbour.
El 9 de agosto de 2005, se unió al North Harbour pero se resintió de la operación del hombro y no pudo jugar, por lo que trabajó con el equipo en los entrenamientos. El North Harbour estuvo de acuerdo en permitir a Lomu jugar fuera del país después del final de la liga NPC, por lo que firmó con el Cardiff Blues de la Magners League. En diciembre de ese año comenzó a jugar en Gales, aunque volvió al North Harbour para la siguiente estación de la NPC de 2006. Su primer partido en competición desde el trasplante fue el 10 de diciembre, en la Heineken Cup ante el Rugby Calvisano de Italia. Jugó el partido desde el comienzo y disputó 60 minutos y aunque no anotó hizo un salto de línea muy importante para hacer el primer try de su equipo, que ganó por 25 a 10.
Una semana más tarde debutó en el Cardiff Arms Park y jugó el partido completo. No marcó pero su equipo ganó por 43 a 16 ante el Rugby Calvisano. El 27 de diciembre de 2005 anotó su primer try y fue el "hombre del partido" en un partido de la Magners League que ganó por 41 a 23 al Newport Gwent Dragons. A comienzos de 2006 se centró en ganar velocidad y fuerza y declaró que había «perdido entre 10 y 11 kilos». El 15 de abril volvió a jugar, ya que no lo había hecho por su entrenamiento desde enero, y retornó ante el Border Reivers. En este partido se rompió el tobillo y, como se estimó, estuvo fuera durante seis semanas, por lo que se perdió el final de la Magners League.

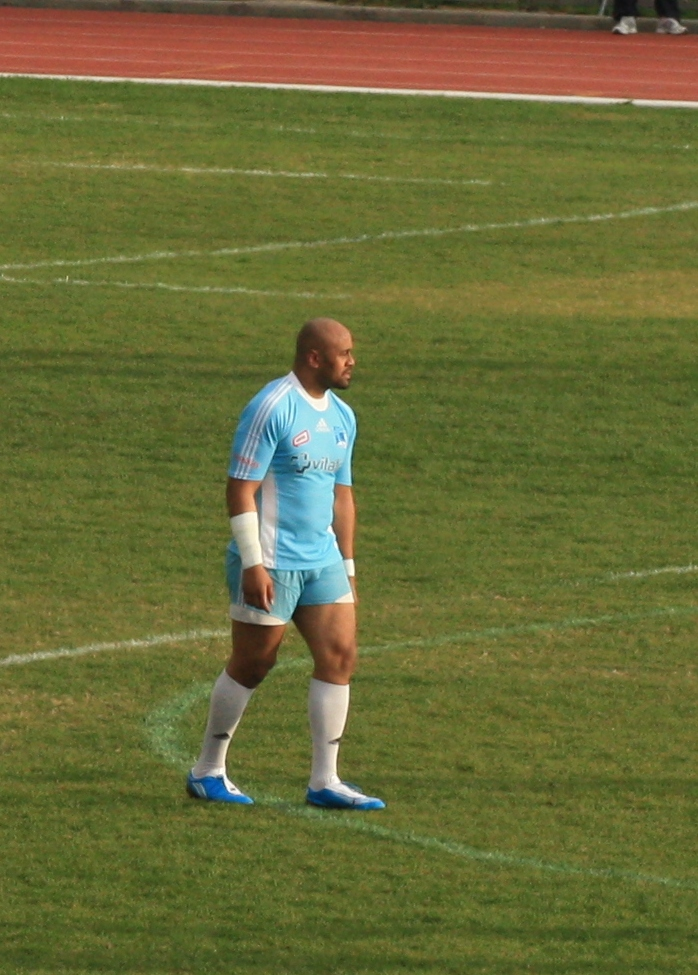
Lomu jugando para el Marseille Vitrolles rugby

Después de tres temporadas fuera del rugby de Nueva Zelanda, Lomu volvió para jugar en el Massey Rugby Club ante el Marist en una competición de North Harbour. Lomu disputó 30 minutos, haciendo un bloqueo antes de torcerse el tobillo derecho y ser sustituido. Sobre este partido, Lomu dijo que era «un pequeño paso» en su reaparición. El objetivo de Lomu era volver al Campeonato Nacional Provincial y poder disputar con los All Blacks la Copa Mundial de Rugby de 2007.
Lomu terminó por jugar para el North Harbour en la cuarta ronda del Campeonato Nacional Provincial en un partido ante el Wellington en el que jugó 26 minutos de partido. Ganaron por 31 a 16 y después del partido dijo: 

Para mí es un sueño que se hace realidad... yo siempre dije que este era mi objetivo para volver a jugar con Nueva Zelanda.

Sin embargo, se hizo aparente que Lomu no iba a disputar la Copa Mundial de 2007 debido a que no firmó con el equipo de Nueva Zelanda el Super 14. Antes de esto, Lomu había sido degradado al segundo equipo del North Harbour, ante lo que declaró decepcionado por su fracaso, aunque él no se hubiese fallado a sí mismo. En ese momento, se especuló que jugaría en Australia en 2007 en un club de la nueva liga nacional.
El 16 de octubre de 2006, se comunicó que Lomu estaba cerca de firmar por el Gold Coast Titans de Queensland. Le ofrecieron un contrato de cien mil dólares pero finalmente no se concretó. El 5 de noviembre de 2006, la BBC declaró que Lomu estaba considerando volver al rugby galés. El 9 de abril de 2007, Lomu apareció en la versión neozelandesa de This Is Your Life, en el cual apareció con varios excompañeros de equipo, entre ellos su amigo Grant Kereama, el cual le había donado un riñón a Lomu cuando se sometió a un trasplante en julio de 2004. El 4 de junio de 2007, se le otorgó la Orden del Mérito de Nueva Zelanda, en la lista de honor del cumpleaños de la Reina.

### Marsella Vitrolles
En 2009, anunció que volvería a jugar a partir de noviembre en el Marseille Vitrolles rugby de la tercera división francesa (Fédérale), pero antes se presentó a un concurso de culturismo, en donde quedó segundo en la categoría de novatos (+90 kg) y segundo por parejas junto a Tracy Toulis, del Campeonato de Wellington, en su país. El 22 de noviembre de 2009 volvió a disputar un partido oficial con su equipo, con el que había firmado un contrato por dos años. Pese a no conseguir puntuar en su vuelta, su equipo se impuso por 63-18 al US Montmelian. Disputó tres partidos de la primera fase y su equipo se clasificó para la segunda fase, el trofeo Jean Prat, en el que jugó cuatro partidos.

## Selección nacional
Fue internacional con la Selección de rugby de Nueva Zelanda en 63 ocasiones y anotó 215 puntos. Durante su carrera anotó ocho ensayos ante Inglaterra: es el All Black que más ha conseguido en la historia y también tiene el récord de 15 ensayos en torneos mundiales.

### Participaciones en Copas del Mundo
Disputó la Copa del Mundo de Rugby de Sudáfrica 1995 siendo uno de los más jóvenes del seleccionado negro, junto a Josh Kronfeld y Andrew Mehrtens. Los All Blacks ganaron cómodamente su grupo con victorias ante Irlanda 43-19, a Gales 34-9 y aplastaron a Japón 145-17 (victoria récord en un mundial). En cuartos derrotaron al XV del cardo 48-30, vencieron a Inglaterra 45-29 con cuatro ensayos de Lomu y enfrentaron al anfitrión en la final; los Springboks llegaban apoyados por todo su pueblo y realizando un gran mundial, pero no se creía que pudieran ser campeones ante los tremendos All Blacks del torneo. Sin embargo fue un partido muy parejo que terminó en un empate a 12 y debió jugarse un tiempo extra por primera vez en el torneo; Joel Stransky convirtió el drop que derrotó a los de negro 15-12 y consagró campeón del Mundo a Sudáfrica. Lomu compartió el primer puesto de anotadores de tries junto a Marc Ellis con siete.
Cuatro años más tarde jugó su último mundial en Gales 1999. Nueva Zelanda ganó en su grupo, venció a Escocia 18-30 con un ensayo de Lomu y cayó en semifinales ante Les Blues por 43-31 (anotó dos ensayos). Los All Blacks fueron derrotados nuevamente ante Sudáfrica 22-18 por el tercer puesto y Lomu fue el máximo anotador de ensayos absoluto del torneo, con ocho.
| Mundial                       | Sede      | Resultado     | PJ | Ensayos |
| ----------------------------- | --------- | ------------- | -- | ------- |
| Copa Mundial de Rugby de 1995 | Sudáfrica | Subcampeón    | 6  | 7       |
| Copa Mundial de Rugby de 1999 | Gales     | Cuarto puesto | 6  | 8       |

## Clubes
| Liga                                   | Club                | País          | Año     | Partidos (Puntos) |
| -------------------------------------- | ------------------- | ------------- | ------- | ----------------- |
| Provincial                             | Counties Manukau    | Nueva Zelanda | 1994-99 | 28(95)            |
| Provincial                             | Wellington          | Nueva Zelanda | 2000-03 | 21                |
| Provincial                             | North Harbour       | Nueva Zelanda | 2006    | 3(0)              |
| Super Rugby                            | Blues               | Nueva Zelanda | 1996-98 | 22(65)            |
| Super Rugby                            | Chiefs              | Nueva Zelanda | 1998/99 | 8(10)             |
| Super Rugby                            | Hurricanes          | Nueva Zelanda | 1999-03 | 29(55)            |
| Magners League                         | Cardiff Blues       | Gales         | 2005/06 | 10(5)             |
| Provincial                             | North Harbour       | Nueva Zelanda | 2006/07 | 3(0)              |
| Fédérale 1 (Tercera División Francesa) | Marseille Vitrolles | Francia       | 2009/10 | 7(0)              |

## Vida personal

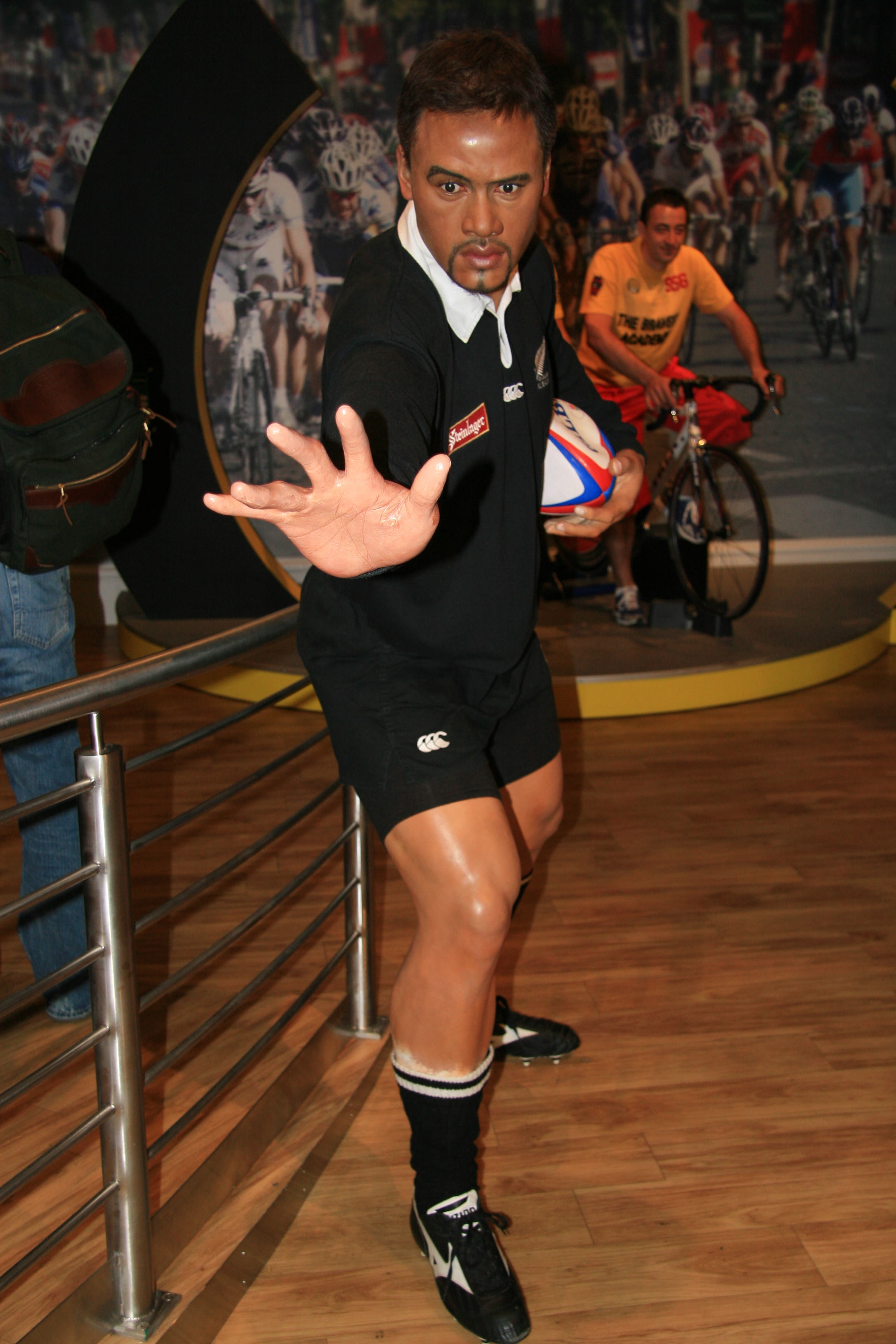
Efigie de Jonah Lomu en el museo Madame Tussaud de Londres, Reino Unido

Era primo del jugador de la Liga Nacional de Rugby Andrew Lomu y se casó tres veces. En 1996, poco después de la Copa Mundial de Rugby 1995, en la cual impactó mundialmente, Lomu se casó con la sudafricana Tanya Rutter y ella se trasladó a vivir a Nueva Zelanda. Cuatro años más tarde, en el año 2000, se divorciaron.
En agosto de 2003, Lomu se casó con su segunda esposa, Fiona (que también se hizo su gerente personal), en una ceremonia secreta en la isla Waiheke. Una semana más tarde realizaron una fiesta en la isla para aproximadamente 160 invitados. En diciembre de 2007, Lomu y Fiona declararon que se iban a dar un descanso. En febrero de 2008, se divorciaron.
El motivo del divorcio fue otra mujer, Nadene Quirk, quien estaba casada con el jugador de rugby de los Auckland Blues Jarek Goebel cuando conoció a Lomu a finales del año 2007. Goebel declaró que estaba devastado por lo que pasó. A principios de 2008, Lomu se mudó de su casa de Auckland para vivir junto a Quirk en Wellington.

## Problemas de salud y fallecimiento
Al final de 1996 se le diagnosticó un síndrome nefrótico y graves problemas en el riñón. En mayo de 2003, la Unión de Rugby de Nueva Zelanda (NZRFU) anunció que Lomu recibía diálisis tres veces por semana debido al deterioro de las funciones del riñón. Los efectos secundarios del tratamiento de diálisis produjeron un fuerte daño en los pies y piernas. Los doctores le comunicaron que era necesario un trasplante de riñón pronto o que tendría que vivir en una silla de ruedas.
A finales de marzo de 2004, un periódico de Hong Kong anunció que Lomu había encontrado un donante de riñón para realizar el trasplante, pero el médico que supervisaba el tratamiento de Lomu negó el informe positivo. No obstante, a finales de julio de 2004 se comunicó que Lomu había recibido un trasplante de riñón el 28 de julio en Auckland, Nueva Zelanda. El donante fue el locutor de radio de Wellington Grant Kereama. Tras haber tomado parte en la ceremonia de apertura de la Copa Mundial de Rugby de 2011 fue ingresado durante 16 días en el Auckland Health Board por un problema renal, aunque poco después pudo seguir el entrenamiento de la selección de Australia.
Lomu falleció en Auckland la mañana del 18 de noviembre de 2015. La noche anterior había regresado al país junto a su familia tras pasar unas vacaciones en Dubái. El funeral de Lomu tuvo un gran despliegue periodístico en los canales de televisión neozelandeses; incluso, guerreros maoríes escoltaron su féretro al paso de bailes haka por parte de jugadores y exjugadores de los All Blacks, así como de jóvenes asistentes apostados en las graderías del estadio Eden Park, donde se efectuó la ceremonia fúnebre antes del sepelio privado.

## Jonah Lomu en la cultura popular
En 1997 salió a la venta el juego para PC y videoconsola Jonah Lomu Rugby, de la compañía Codemasters, en el cual se podía disputar la Copa del Mundo de Rugby de 1995. Lomu fue en numerosas ocasiones protagonista de anuncios televisivos para la marca deportiva Adidas. Además fue coprotagonista junto a sus compañeros en los All Blacks. En julio de 2007, Lomu apareció en un anuncio televisivo para una compañía eléctrica de Nueva Zelanda en la que recordaba su tratamiento de diálisis. En la Copa Mundial de Rugby de 2011 apareció en la ceremonia inaugural rodeado de bailarines y con una gran puesta en escena. En la película de 2009 Invictus, que recrea el camino de la selección de Sudáfrica (conocida como los Springboks) para conquistar el mundial de rugby de 1995, Lomu fue interpretado por el jugador profesional de rugby Isaac Fe'aunati, quien para la fecha del rodaje era parte del equipo inglés de la Premiership, Bath Rugby.